# Мариенфельд (Дагестан)
Мариенфельд (Мариенталь, Ярокай, Ерокай, Ярокай-тюбе) — бывший немецкий хутор в Хасавюртовском районе Дагестана Россия. Входил в Казьмааулский сельсовет, располагался в районе нынешнего села Куруш.

## История
Хутор основан 15 немецкими семьями переселенцев в 1908 году. Уже к 1914 году население хутора составляло 118 человека. Населяли его немцы исповедовавшие католицизм. 7 августа 1915 года колония Мариенфельд переименована в хутор Марьин.
Хутор был покинут в 1918 году после чеченского рейда по Хасавюртовскому округу. 
Вновь заселён в начале 20-х годов чеченцами, а также вернувшимися немцами (77 человек). Окончательно покинут в 1944 году после высылки из Дагестана немецкого и чеченского населения.